# Heptagramm
Ein Heptagramm ist ein regelmäßiger siebenzackiger Stern (griech. hepta = sieben). Es gibt zwei solche Sterne: Bei sieben gleichmäßig auf einem Kreis verteilten Punkten bilden Sehnen zwischen jeweils benachbarten Punkten ein regelmäßiges Siebeneck, das Heptagon. Sehnen, die an jeweils einem Punkt vorbei zum übernächsten führen, bilden den plumperen der beiden Heptagramm-Sterne. Sehnen, die an jeweils zwei Punkten vorbei zum drittnächsten führen, bilden denjenigen mit den spitzeren Zacken.
Dem Heptagramm werden in der Esoterik verschiedene Eigenschaften zugeschrieben, weshalb es ein bevorzugtes Symbol für die Verzierung von Amuletten ist. Darüber hinaus findet es sich im Siegel des Astrum Argenteum.
Unabhängig von esoterischen Vorstellungen werden Heptagrammsterne auch zu rein dekorativen Zwecken verwendet, etwa bei Schmuckstücken, Druckwerken und Gebäuden.